# Kovács András Ferenc
Kovács András Ferenc (Szatmárnémeti, 1959. július 17. – Marosvásárhely, 2023. december 30.) Kossuth-díjas és Artisjus-nagydíjas erdélyi magyar költő, esszéíró, műfordító, a Digitális Irodalmi Akadémia tagja.

## Életpályája
Érettségi vizsgát 1978-ban tett szülővárosában, a Kölcsey Ferenc Gimnáziumban. Felsőfokú tanulmányokat a kolozsvári egyetemen folytatott, 1984-ben magyar-francia szakos középiskolai tanári diplomát szerzett. 1984–1989 között a székelyudvarhelyi régióban (Szentábrahám, Siménfalva, Székelykeresztúr) tanított. Több kötetnyi versválogatás összeállítója. A rendszerváltás után néhány hónapig a marosvásárhelyi Nemzeti Színház aligazgatója (a magyar társulat művészeti vezetője), a marosvásárhelyi Látó c. szépirodalmi folyóirat versrovatának szerkesztője és 2008-tól 2019-ig a lap főszerkesztője volt.

## Költészete
Az úgynevezett negyedik Forrás-nemzedék vezéralakja, akit a kortárs magyar költészet kiemelkedő alakjának tartanak. Verseiben számos kultúrtörténeti és művészeti utalás jelenik meg, a kritika „a hagyomány és történetiség modern megjelenítőjeként, az európai költészeti örökség és az újító szellem találkozásának egyedülálló változataként” értékeli írásait.

### Költői alteregói
Kovács András Ferenc költészete rendkívül sokrétű, és több költői alteregó álarca mögött is publikál (ezek lehetnek létező vagy általa kitalált fiktív személyiségek), melyeken keresztül különféle korokba, világokba, élethelyzetekbe vetíti líráját.
- Caius Licinius Calvus (i. e. 1. század) fiktív római szónok és költő, az atticista szónoki iskola képviselője, Catullus kortársa és barátja.[10]
- John Coleman, művésznevén Jack Cole (1958–) fiktív szabadfoglalkozású költő, író. Dél-Kaliforniában született és nőtt fel, de több amerikai államban és Európában is lakott rövidebb-hosszabb ideig.[11]
- Lázáry René Sándor (1859–1929) fiktív költő, műfordító, latin és francia szakos tanár; Kovácsnál éppen száz évvel idősebb. Édesanyja francia volt, rokonai Béziers-ben éltek. Tanulmányait szülővárosában, Kolozsváron kezdte, majd Franciaországban folytatta, de sosem tudott egy helyen megtelepedni, állandóan utazott és bolyongott; versaláírásaiból ismert, hogy Angliában és Marokkóban is megfordult. Főként magántanárként dolgozott, 1890-től Marosvásárhelyen élt.[12]

### Kötetei

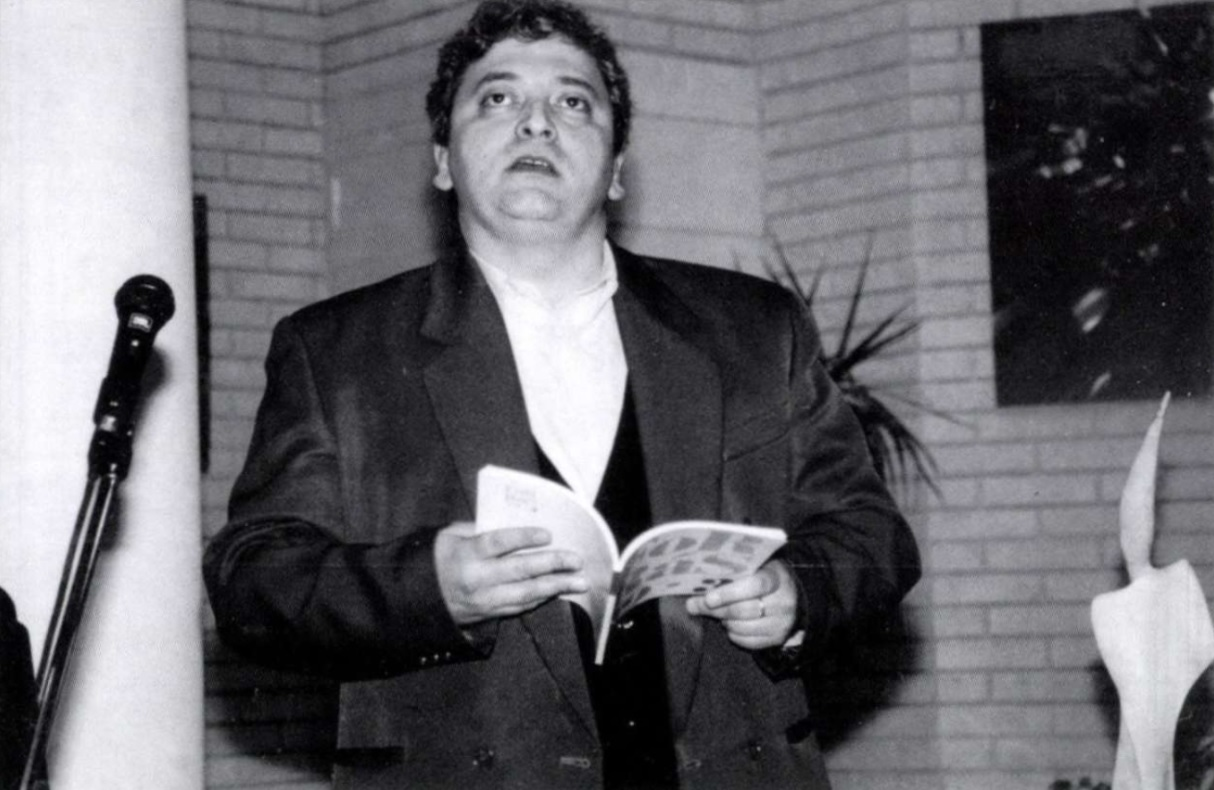
Bahget Iskander felvétele 2003-ban

- Tengerész Henrik intelmei (versek, 1983) Kriterion
- Tűzföld hava (versek, 1988) Kriterion
- Kótya-lapótya. Versek kisebb és nagyobb gyerekeknek; Creangă, Bukarest, 1990
- Költözködés (versek, 1993) Jelenkor–Kriterion
- Lelkem kockán pörgetem. Versek, 1982–1992; Jelenkor–Kriterion, Pécs–Bukarest, 1994 (Élő irodalom sorozat)
- Üdvözlet a vesztesnek, 1983–1993; Héttorony, Budapest, 1994
- Manótánc (gyermekversek, 1994) Polis–Talentum
- És Christophorus énekelt (versek, 1995) Jelenkor–Kriterion
- Scintilla animae (esszék, tanulmányok); Komp-Press, Kolozsvár, 1995 (Ariadné könyvek)
- Jack Cole daloskönyve (versek, 1996) Jelenkor–Polis
- Adventi fagyban angyalok (versek 1994–1997, 1998) Jelenkor
- Kovács András Ferenc–Tompa Gábor: Depressio Transsylvaniae. Kétbalkezes szonettek, 1993–1998; Pallas-Akadémia, Csíkszereda, 1998
- Saltus Hungaricus. Összmagyar versek szórványban, 1995–1998; Jelenkor, Pécs, 1999
- Fragmentum (versek magyar, ill. német, angol, francia nyelven, 1999)
- Kompletórium. Válogatott és új versek, 1977–1999; Jelenkor, Pécs, 2000
- Csipkébűl tekert gúzs. Jegyzetek a magyar manierizmus kérdésköréhez; Mentor, Marosvásárhely, 2000
- Miénk a világ (gyermekversek, 2000) Polis
- Egerek könyve (gyermekversek, 2001) Pallas-Akadémia
- Téli prézli (versek 1995–2000, 2001) Jelenkor
- Aranyos vitézi órák (versek 1998–2001, 2002) Mentor
- Fattyúdalok (versek 1993–2003, 2003) Magvető Kiadó
- Dzsinbüge; Pallas-Akadémia, Csíkszereda, 2003 (Mesevonat)
- Vásárhelyi vásár. Versek kicsiknek, nagyoknak; Koinónia, Kolozsvár, 2003
- A kártyázó kakadu; ill. Csillag István; Pallas-Akadémia, Csíkszereda, 2004 (Mesevonat)
- Überallesbadeni dalnokversenyek. Burleszkek és szatírák; Koinónia, Kolozsvár, 2005
- Víg toportyán. Versek kicsiknek, nagyoknak; ill. Deák Ferenc; Koinónia, Kolozsvár, 2005
- Hazatérés Hellászból (Kavafisz-átiratok, 2006) Magvető Kiadó
- Álmatlan ég. Versek, 2002–2004; Éneklő Borz, Kolozsvár, 2006
- Időmadárkönyv 69 haiku; ill. Kohsei; Koinónia, Kolozsvár, 2007
- Hajnali csillag peremén (gyermekversek, 2007) Magvető Kiadó
- Sötét tus, néma tinta. Vázlatkönyv, 2002–2009; Magvető, Budapest, 2009
- Alekszej Pavlovics Asztrov hagyatéka (versek, 2010) Bookart, Csíkszereda
- Bohócöröklét. Impromptuk és divertimentók, 2003–2009; Magvető, Budapest, 2011
- Kovács András Ferenc–Tompa Gábor: Transsylván pótdepressziók. Kétbalkezes szonettek, 1993–2011; Bookart, Csíkszereda, 2011
- Napsugár-csízió; ill. Faltisz Alexandra; Gutenberg, Csíkszereda, 2011
- York napsütése / Zengő tombolás. Kettős verseskönyv, 1980–2014; Magvető, Budapest, 2014
- Egerek könyve. Nagycsaládi egerészeti verseskönyv; Magvető, Budapest, 2015
- Lözsurnál dö lüniver. Füstpanoráma, 2010–2017; Bookart, Csíkszereda, 2017
- Kovács András Ferenc: Árdeli szép tánc; zene Sebő Ferenc, ill. Kürti Andrea; Gutenberg, Csíkszereda, 2018 + CD
- Requiem tzimbalomra. Örömzene – darabokban; Magvető, Budapest, 2019
- Lázáry René Sándor: Néhány egykori költemény; Bookart, Csíkszereda, 2019

## Díjai[13]
- Déry Tibor-díj (1992)
- Füst Milán-díj (1994)
- Artisjus irodalmi díj (1994)
- Poesis-díj (1994)
- Móricz Zsigmond-ösztöndíj (1994)
- Ady Endre-díj (1995)
- Alföld-díj (1995)
- József Attila-díj (1996)
- Kortárs-díj (1996)
- Székelyföld-díj (1998)
- Tiszatáj-díj (1998)
- Szépíró-díj (2002)
- Palládium díj (2003)
- Üveggolyó-rend (2005)
- Magyar Köztársaság Babérkoszorúja díj (2006)
- Kossuth-díj (2010)[14]
- Artisjus irodalmi nagydíj (2020)
- Prima díj (2022)[15]
- Bertók László Költészeti Díj (2023)[16]
- Marosvásárhely díszpolgára (2024)[17]